# خوان كاميلو ميسا
خوان كاميلو ميسا (بالإسبانية: Juan Camilo Mesa) هو لاعب كرة قدم كولومبي في مركز الدفاع، ولد في 23 فبراير 1998 في كوكوتا في كولومبيا. لعب مع أمريكا دي كالي.

## وصلات خارجية
- خوان كاميلو ميسا على موقع قاعدة بيانات كرة القدم.إي يو (الإنجليزية)
- خوان كاميلو ميسا على موقع Soccerway.com (الإنجليزية)